# Three Valley Lake
Three Valley Lake är en sjö i Kanada.   Den ligger i provinsen British Columbia, i den södra delen av landet, 3 200 km väster om huvudstaden Ottawa. Three Valley Lake ligger 495 meter över havet. Arean är 1,4 kvadratkilometer. Den sträcker sig 1,6 kilometer i nord-sydlig riktning, och 2,6 kilometer i öst-västlig riktning.
I omgivningarna runt Three Valley Lake växer i huvudsak barrskog. Runt Three Valley Lake är det mycket glesbefolkat, med 2 invånare per kvadratkilometer.